# Văn Linh
Văn Linh (tên thật là Trần Viết Linh; 1930–2014) là nhà văn Việt Nam, được truy tặng Giải thưởng Nhà nước về Văn học Nghệ thuật vào năm 2022.      

## Tiểu sử
Văn Linh tên thật là Trần Viết Linh, sinh ngày 1 tháng 1 năm 1930, tại phường Đại Nài, thành phố Hà Tĩnh, tỉnh Hà Tĩnh.
Năm 1945 ông đang học trung học thì gia nhập quân đội, tham gia chiến đấu tại chiến trường Bình Trị Thiên. Năm 1949, ông được cử đi học sĩ quan. Từ năm 1950 đến năm 1954, ông tham gia tình nguyện quân chiến đấu trên chiến trường Lào. Năm 1957 làm công tác tham mưu và bắt đầu viết văn. Từ năm 1960, ông chuyển ngành làm cán bộ biên tập và đi học Đại học. Năm 1965, ông làm chuyên gia văn hoá trong suốt 10 năm ở nước bạn Lào. Có tới hai lần ông được chiến sĩ và nhân dân các bộ tộc Lào chở che thoát chết khi bọn thổ phỉ Lào lùng sục.
Năm 1974 làm biên kịch tại Hãng phim truyện Việt Nam đén năm 1991 thì nghỉ hưu.
Văn Linh là người có ba lần vào Hội Nhà văn Việt Nam. Ông tham dự hội nghị thành lập Hội Nhà văn Việt Nam năm 1957 trong đoàn đại biểu văn nghệ khu 4. Sang Lào từ năm 1960, đến năm 1968, ông lại nhận được quyết định vào vào Hội Nhà văn Việt Nam do nhà văn Nguyễn Đình Thi kí. Và đến năm 1976, ông lại được nhà văn Nguyên Ngọc ký quyết định vào Hội lần thứ ba, vì giấy tờ thất lạc. Chuyện thật mà như đùa.
Văn Linh từ trần ngày 7 tháng 3 năm 2014 tại Hà Nội.

## Sự nghiệp
Văn Linh sớm nổi tiếng với tiểu thuyết đầu tay “Mùa hoa dẻ” (1957). Đó là một tác phẩm ở thập niên 1950 viết về một chuyện tình thời chiến với những xúc cảm hồn nhiên, chân thật mà nồng nàn say đắm. Tiểu thuyết này đến nay đã tái bản 6 lần với số lượng in 60.000 cuốn.
Ông để lại cho đời 70 tác phẩm văn học, mà mảng văn học nào cũng sáng giá, được người đọc trân trọng.
Một số tiểu thuyết đáng chú ý của Văn Linh: “Con ngựa bốn vó trắng”; “Hai bờ một thung lũng”; bộ tiểu thuyết “Sông Gianh” ba tập, xuất bản năm 1998, có thể coi là bộ sử thi về một vùng đất miền trung kiên cường, anh dũng; tiểu thuyết “Tịnh Hà dấu yêu” viết xong ít lâu thì ông lâm bệnh suy sụp và cũng là tiểu thuyết cuối cùng của ông. Trong Tổng tuyển văn học Việt Nam xuất bản mới đây, ông đã được chọn in hai tiểu thuyết “Mùa hoa dẻ” và “Pả Xua”, đây là những tác phẩm được đánh giá là những tác phẩm văn học tiêu biểu, xuất sắc trên văn đàn Việt Nam thế kỷ 20.
Truyện cho thiếu nhi ông có tới 15 đầu sách, sách nào cũng tái bản nhiều lần. Truyện “Nơi xa” tái bản trong nước tới 9 lần, in tại Nga và Bê-la-rút tới 4 lần.
Viết về Lào, Văn Linh lấy bút danh Thạo Bun Lin, Thoong Văn-vi-chít, và có tới 17 đầu sách. Tiểu thuyết “Tiểu đoàn 2” đã được ngành điện ảnh Lào dựng thành phim. Tiểu thuyết “Pả Xua” cùng với các truyện “Trên đất bạn”, “Xảo Khay”, “Phim Phạ”, “Bến Thác” được nhiều người tìm đọc. Một số tác phẩm của ông đã được Hội quốc tế ngữ Nhật Bản in lại.
Ông đã được Nhà nước Cộng hòa Dân chủ Nhân dân Lào tặng thưởng Huân chương ITSALA hạng nhất.
Năm 2022, ông được truy tặng Giải thưởng Nhà nước về Văn học Nghệ thuật với tác phẩm: Goòng (tiểu thuyết).

## Tác phẩm chính

### Tiểu thuyết
- Mùa hoa dẻ (1957);
- Goòng (1960);
- Đêm sương muối (1963);
- Trên đất bạn (1968);
- Gương mặt một người thân (1972);
- Pả Sua (1975);
- Người Hương Trà (1976);
- Kỷ niệm nơi đáy hồ (1976);
- Bên thác (1982);
- Hai bờ một thung lũng (1984);
- Con ngựa bốn vó trắng (1988);
- Đêm nhiệt đới (1994);
- Thành phố người em gái (1995);
- Sông Gianh (bộ ba, 1999);
- Tự do đầu tiên và cuối cùng (2003);
- Đất nước ông bà (2006).

### Thể loại khác
- 23 tập truyện ngắn, ký,
- 15 tập sách thiếu nhi,
- 20 kịch bản phim truyện, phim truyền hình, phim hoạt hình.

Nguồn:

## Vinh danh
- Giải thưởng Nhà nước về Văn học Nghệ thuật năm 2022.